# Hercostomus ovalicosta
Hercostomus ovalicosta är en tvåvingeart som beskrevs av Jennifer L. Hollis 1964. Hercostomus ovalicosta ingår i släktet Hercostomus och familjen styltflugor. Inga underarter finns listade i Catalogue of Life.